# Nelsonville (Ohio)
Nelsonville es una ciudad ubicada en el condado de Athens en el estado estadounidense de Ohio. En el Censo de 2010 tenía una población de 5392 habitantes y una densidad poblacional de 416,12 personas por km².

## Geografía
Nelsonville se encuentra ubicada en las coordenadas 39°27′38″N 82°13′00″O / 39.46056, -82.21667. Según la Oficina del Censo de los Estados Unidos, Nelsonville tiene una superficie total de 12.96 km², de la cual 12.67 km² corresponden a tierra firme y (2.22%) 0.29 km² es agua.

## Demografía
Según el censo de 2010, había 5392 personas residiendo en Nelsonville. La densidad de población era de 416,12 hab./km². De los 5392 habitantes, Nelsonville estaba compuesto por el 94.16% blancos, el 2.78% eran afroamericanos, el 0.5% eran amerindios, el 0.32% eran asiáticos, el 0.07% eran isleños del Pacífico, el 0.43% eran de otras razas y el 1.74% pertenecían a dos o más razas. Del total de la población el 1.37% eran hispanos o latinos de cualquier raza.